# 脇田成
脇田 成（わきた しげる、1961年 - ）は、日本のマクロ経済学者、新東京都立大学経済経営学部教授。博士（経済学）（東京大学、2002年）。博士論文は「労働慣行のモデル分析」。

## 来歴
京都府向日市出身。東京大学経済学部卒業、東京大学大学院経済学研究科修了。東京大学社会科学研究所助手、旧・東京都立大学助教授、教授を経て首都大学東京教授。父は歴史学者の脇田修。母は歴史学者の脇田晴子。

## 著書

### 単著
- 『マクロ経済学のパースペクティブ』(日本経済新聞社、1998年)
- 『日本の労働経済システム―成功から閉塞へ』(東洋経済新報社、2003年)
- 『マクロ経済学のナビゲーター』(日本評論社、2000年、2004年)
- 『エコナビ経済学入門』(日本評論社、2006)

### 共著
- 中村二朗,久本憲夫,八代尚宏,太田聡一,阿部正浩,脇田成,大竹文雄,中村恵,玄田有史,大橋勇雄『日本経済の構造調整と労働市場』(日本評論社、1999年)